# Humppila
Humppila es un municipio de Finlandia situado en la región de Tavastia Propia. En 2018 su población era de 2.253 habitantes. La superficie del término municipal es de 148,61 km², de los cuales 0,65 km² son agua. El municipio tiene una  densidad de población de 15,23 hab./km².
Limita con los municipios de Forssa, Jokioinen y Ypäjä en su misma región, Loimaa en la región de Tavastia Propia, y Punkalaidun y Urjala estos dos últimos en la región de Pirkanmaa.
El idioma oficial es el finés.